# Bioforum Schweiz
Das Bioforum Schweiz ist ein Schweizer Verein aus der Landwirtschaft. Es wurde in den 1920er Jahren gegründet und ist einer der Entstehungsorte der ökologischen Landwirtschaft.

## Gründung
siehe auch Artikel → Jungbauernbewegung

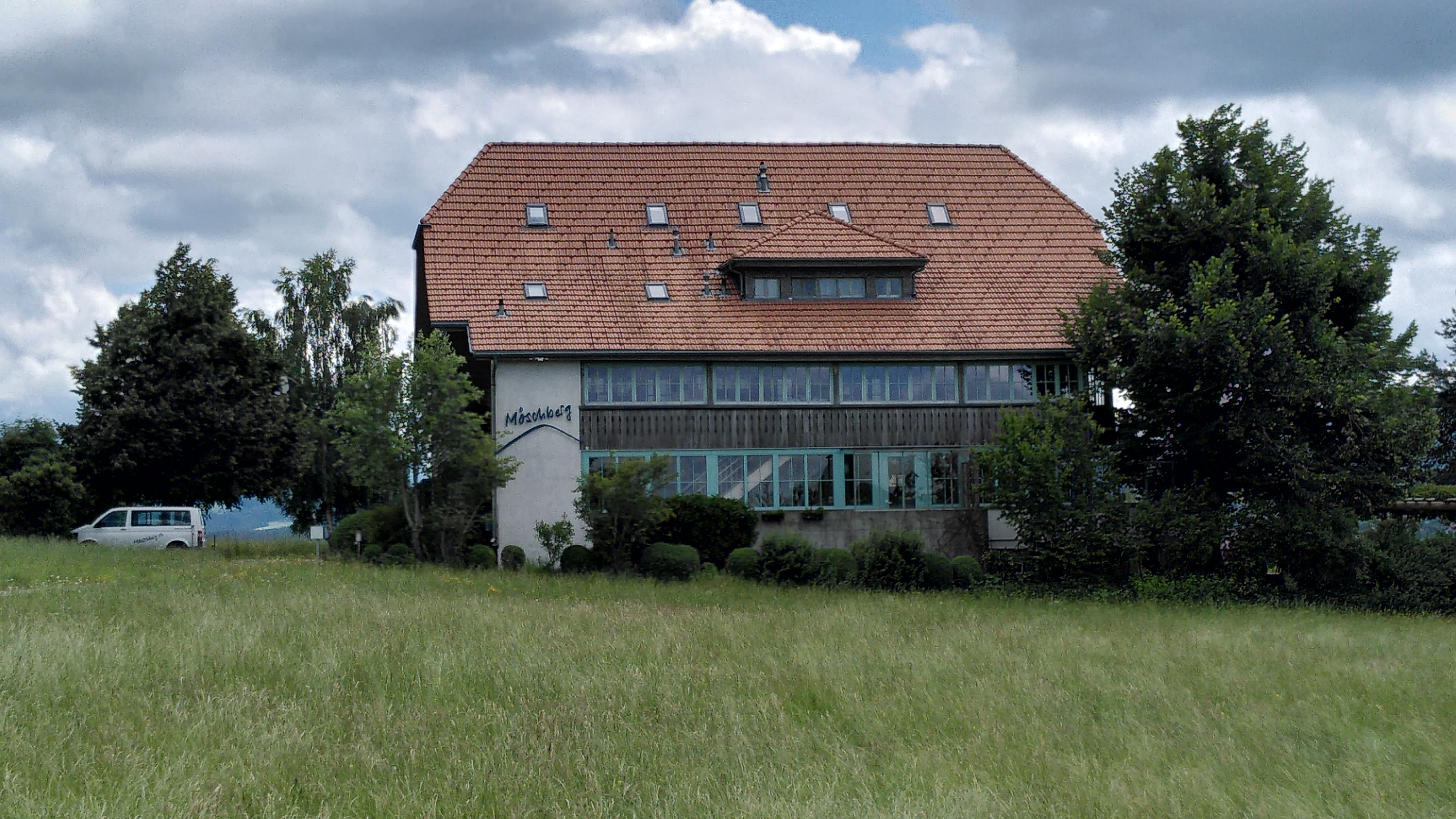
Seminarhaus Möschberg (2021)

Oberhalb von Grosshöchstetten, zwischen der Bundesstadt Bern und dem Emmental, entstand in den 1920er Jahren die „Schweizerische Zentralstelle für bäuerliche Jugend-, Kultur- und Fürsorgearbeit“. Diese wurde als Schweizerische Bauernheimatbewegung, auch als Jungbauernbewegung bezeichnet, landesweit bekannt. Mit Unterstützung aus dem ganzen Land wurde ein Bildungszentrum erbaut, das die Entstehungszeit des organisch-biologischen Landbaus in Kontinentaleuropa prägte. Die Vortrags-, Kurs- und Ausbildungsangebote der Bauernheimatschule und Hausmutterschule Möschberg wurden durch eine Versandbibliothek mit rund 3.000 Bänden ergänzt. In den Regionen der Schweiz wurden einige hundert örtliche bäuerliche Bildungsgruppen initiiert und unterstützt. Dies alles war eine damals einmalige Bildungskampagne für die Landbevölkerung.
Der Biologie- und Sekundarlehrer Hans Müller und seine Frau Maria Müller-Bigler leiteten die Schule. Schon im ersten Betriebsjahr waren Biolandbau und Vollwerternährung Bestandteile des Lehrplans.

## Politisches Engagement
Im Jahr 1929 wurde Hans Müller für die Bauern-, Gewerbe- und Bürgerpartei in den Schweizer Nationalrat gewählt. Wegen unterschiedlicher Auffassungen über notwendige Massnahmen zur Bekämpfung der Wirtschaftskrise, insbesondere seiner Zusammenarbeit mit den Gewerkschaften, wurde 1935 Hans Müller mit den „Jungbauern“ aus der BGB ausgeschlossen. Die Jungbauern bildeten fortan vor allem im Grossen Rat des Kantons Bern und in den Parlamenten einiger weiterer Kantone sowie im eidgenössischen Parlament eigene Fraktionen. Sie engagierten sich für ein bäuerliches Bodenrecht und eine zeitgemässe Altersversicherung, waren politisch aber mehr und mehr isoliert und schliesslich marginalisiert.

## Ursprung des organisch-biologischen Landbaus (Kontinentaleuropa)
Im Jahre 1951 veröffentlichte der deutsche Arzt Hans-Peter Rusch (1906–1977) einen Aufsatz über Das Gesetz vom Kreislauf und der Erhaltung der lebenden Substanz und kam kurz darauf mit den „Möschbergern“ in der Schweiz in Kontakt. Aus dieser Begegnung entstand das gefestigte theoretische Fundament der Landbauweise, die sich fortan als organisch-biologisch bezeichnete und eigenständig vom biologisch-dynamischen Landbau entwickelte, von dem sie ebenso Ideen aufgenommen hatte wie von den Initianten der Lebensreform. Die deutsche und die österreichische Biobewegung haben ihre Wurzeln auf dem Möschberg.

## Aufbau von Vermarktungsstrukturen
Im Jahre 1946 beendete Hans Müller seine politische Tätigkeit („Den Bauern ist mit Politik nicht zu helfen“) und konzentrierte sich ganz auf die Weiterentwicklung und Verbreitung des biologischen Landbaus. Schwerpunkte waren die einzelbetriebliche Hilfe und die Unterstützung der Höfe, sich von der zunehmenden Chemisierung der Landwirtschaft zu schützen. Als Publikationsorgan gründete er im gleichen Jahr die Zeitschrift Kultur und Politik sowie die heutige Terraviva ag (vorheriger Name: Bio-Gemüse AVG Galmiz). Dies eröffnete den Biobauernfamilien der ersten Stunde einen eigenen Markt bzw. machte der nichtbäuerlichen Bevölkerung biologisch angebaute Lebensmittel zugänglich. 1952 wurde in Kerzers ein neues Betriebsgebäude errichtet und mit dem Versand von Biokisten sowie mit der Belieferung von Migros und Biotta begonnen. Bis in die 1960er-Jahre wurden in erster Linie die Genossenschaften der Migros beliefert, ab den 1990er-Jahren wurde dann Coop als Abnehmer immer wichtiger.
Im Jahr 1972 wurde von Mitgliedern des Bioforum Schweiz und der Anbau- und Verwertungsgenossenschaft Galmiz AVG, u. a. mit Schülern Hans Müllers, auch die Biofarm Genossenschaft in Kleindietwil als weitere Vermarktungsschiene gegründet.
Einen Höhepunkt internationaler Ausstrahlung erreichte der Möschberg in den 1960er und 1970er Jahren dank einer ausgedehnten Vortragstätigkeit des Ehepaars Müller und der Lehrgänge mit internationalen Teilnehmern. Die ersten biologisch-organischen Anbauverbände in Deutschland und Österreich, Bioland und Bio Austria, haben ihre Wurzeln auf dem Möschberg.
Die Terraviva AG entstand 2016 durch einen Zusammenschluss. 2022 erfolgte in Kerzers der Spatenstich für ein neues Betriebsgebäude. Es soll 2024 bezugsbereit sein. Dieses Projekt, mit dem Namen Bio Gemüse Seeland, wird durch das Förderprogramm Projekte zur regionalen Entwicklung (PRE) des Bundesamts für Landwirtschaft gefördert und wurde Anfangs durch die Fenaco bekämpft.

## Neuausrichtung
Mit dem Forschungsinstitut für biologischen Landbau (FiBL) und der Vereinigung schweizerischer biologischer Landbauorganisationen (VSBLO) entstanden ab den 1970er Jahren neue Zentren des Biolandbaus in der Schweiz. Nach Hans Müllers Tod wurde der Verein von „Bauernheimatbewegung“ 1996 in „Bioforum Möschberg“, 2004 in „Bioforum Schweiz“ umbenannt. Im Jahre 1989 wurde das Bildungshaus umgebaut und als offenes Seminarhaus mit Bio-Küche weitergeführt (Seminar- und Kulturhotel Möschberg).
Heute hat der Verein rund 400 Mitglieder. Dazu zählen Bäuerinnen, Bauern und viele weitere am biologischen Landbau und an einer nachhaltigen Lebensweise interessierte und dafür engagierte Menschen. Interdisziplinär, wie die Gründungseltern des organisch-biologischen Landbaus in Kontinentaleuropa in ihrem Bildungszentrum auf dem Möschberg waren, ist deren Nachfolgeorganisation „Bioforum“ bis heute. Ein breit abgestützter Beirat unterstützt den Vorstand in der Umsetzung seiner Ziele.
Ein- bis zweimal jährlich finden die Möschberggespräche zu Grundsatzthemen rund um Landwirtschaft und Ernährung statt sowie im Sommer der Biogipfel.
2002 wurde das Bioforum Schweiz eine Mitgliedorganisation von Bio Suisse.

### Zeitschrift „Kultur und Politik“
Der Verein gibt im 64. Jahrgang die Zeitschrift Kultur und Politik heraus, welche von Bauern und Nichtbauern gelesen wird. Dort finden Fragen der Bodenkultur, von bäuerlicher Einstellung und nachhaltigem Wirtschaften, von Ernährungssouveränität und zugehöriger Ernährungsqualität fundierte Antworten auch unabhängig von Leitlinien und von Mechanismen grosser Marktpolitik, wie sie beispielsweise in Verbänden wirksam sein können.